# Dominique Nicolas Radziwiłł
Dominik Mikołaj Radziwiłł (1643–27 juillet 1697) fils d'Aleksander Ludwik Radziwiłł et de Lucricia Marie Strozzi, vice-chancellier de Lituanie (1681), grand chancelier de Lituanie (1690).

## Mariages et descendance
Le 11 octobre 1660, il épouse Anna Marianna Połubienska, qui lui donne 8 enfants:
- Lukrecja Katarzyna
- Adelajda Cecila
- Jan Mikołaj (1681-1729)
- Zofia
- Feliks
- Michał Antoni (pl) (14697-1721)
- Mikołaj Faustyn (1688-1746)
- Marianna

En 1692, il épouse en secondes noces Anna Krystyna Lubomirska

## Sources
- Notices d'autorité :   - VIAF
  - Pologne

## Crédits
- (en) Cet article est partiellement ou en totalité issu de l’article de Wikipédia en anglais intitulé « Dominik Mikołaj Radziwiłł » (voir la liste des auteurs).